# La Fille et le Général
Pour plus de détails, voir Fiche technique et Distribution.
La Fille et le Général (La ragazza e il generale) est un film de guerre franco-italien de Pasquale Festa Campanile sorti en 1967.

## Synopsis
Pendant la Première Guerre mondiale, le soldat italien Tarasconi fait par hasard un général ennemi prisonnier sur l'un des théâtres d'opérations austro-italiens. Tarasconi, doté d'une bonne dose de bonne volonté, n'est pas du tout un misanthrope ou un fanatique de la guerre, et il aurait déjà laissé partir le général s'il n'était pas si pauvre. Il a en effet appris d'un camarade que, selon le règlement de service, on pouvait recevoir 1 000 livres si on livrait un général ennemi aux autorités. Cette somme, aux yeux de Tarasconi, représente beaucoup, beaucoup d'argent. La tentation est donc plus forte que la compassion, et Tarasconi veut concentrer toute son intelligence pour ramener le général dans ses propres lignes à travers le front de guerre autrichien. Le destin lui vient en aide en la personne d'Ada, jolie mais un peu dévergondée. Pour elle aussi, les épreuves de la guerre ont eu raison de son innocente joyeuseté et l'ont rendu matoise.
Tarasconi et Ada décident de faire moitié-moitié. L'essentiel du film retrace le périple aventureux de ces trois personnages. Tarasconi et Ada se soucient moins d'eux-mêmes que du général, auquel rien ne doit arriver pour qu'il rapporte le plus d'argent possible. Malgré les différences de classe et les intérêts contradictoires, les trois voyageurs forment au fil du temps un trio dans lequel chacun apprécie l'autre à sa manière. Et si tout s'était déroulé sans accroc, Ada et Tarasconi seraient probablement devenus un couple heureux avec beaucoup de « vaches, de meubles et d'enfants » (selon leur propre dires). Mais voilà qu'une fin tragique survient : Ada et Tarasconi sont déchiquetés par une mine terrestre peu avant d'arriver à destination.

## Fiche technique
- Titre français : La Fille et le Général[1]
- Titre original italien : La ragazza e il generale[2]
- Réalisation : Pasquale Festa Campanile
- Scénario : Pasquale Festa Campanile, Luigi Malerba, Massimo Franciosa
- Photographie : Ennio Guarnieri
- Montage : Jolanda Benvenuti (it)
- Musique : Ennio Morricone, dirigé par Bruno Nicolai
- Décors : Luciano Spadoni (it)
- Costumes : Maria De Matteis
- Production : Carlo Ponti, Luciano Perugia, Clément Legoueix
- Sociétés de production : Compagnia Cinematografica Champion, Les Films Concordia
- Pays de production :  Italie •  France
- Langues originales : italien
- Format : Couleur par Metrocolor • 1,75:1 • Son mono • 35 mm
- Durée : 103 minutes
- Genre : Aventures de guerre
- Dates de sortie :
  - Italie : 15 septembre 1967 (Milan)
  - France : 24 septembre 1969[1]

## Distribution
- Rod Steiger : Le général
- Virna Lisi : Ada (La fille)
- Umberto Orsini : Tarasconi, le soldat
- Valentino Macchi : Le lieutenant
- Toni Gaggia : Le caporal
- Jacques Herlin : Le vétérinaire
- Valentino Macchi : Soldat